# Antiphrisson zaitzevi
Antiphrisson zaitzevi är en tvåvingeart som beskrevs av Pavel Lehr 1972. Antiphrisson zaitzevi ingår i släktet Antiphrisson och familjen rovflugor. Inga underarter finns listade i Catalogue of Life.